# رودولفو سميث
رودولفو سميث (بالإسبانية: Richardson Smith)‏ (24 فبراير 1963 سان بيدرو سولا هندوراس - ) هو لاعب كرة قدم هندوراسي يلعب كلاعب وسط.

## روابط خارجية
- رودولفو سميث على موقع الاتحاد الدولي (مؤرشف)  (الإنجليزية)
- رودولفو سميث على موقع قاعدة بيانات كرة القدم.إي يو (الإنجليزية)
- رودولفو سميث على موقع ناشيونال فوتبول تيمز (الإنجليزية)